# Ambongia
Ambongia, monotipski biljni rod iz porodice primogovki, smješten u tribus Justicieae. Jedina vrsta je  A. perrieri, madagaskarski endem.
Ambongia je grm u provincijama Antsiranana i Mahajanga, na visinama do 500 metara. Rijetka je vrsta koja raste na 2 do 5 lokaliteta.